# كيم هاينس
كيم هاينس هي لاعبة الاسكواش بلجيكية، ولدت في 10 أغسطس 1978 في Aarschot ‏ في بلجيكا.

## وصلات خارجية
- كيم هاينس على موقع SquashInfo.com (الإنجليزية)